# Józef Stanisław Dunin
Józef Stanisław Ludwik Dunin ze Skrzynna herbu Łabędź (ur. 9 czerwca 1896, zm. 16 marca 1980) – kapitan rezerwy artylerii Wojska Polskiego II RP i Wojska Polskiego we Francji.

## Życiorys
Urodził się 9 czerwca 1896. Był  członkiem rodu Duninów herbu Łabędź. Był synem Stanisława Dunina (1848–1903) i Marii z domu Ursyn-Pruszyńskiej herbu Rawicz (1859–1940). Pochodził z Głębowic.
Po odzyskaniu przez Polskę niepodległości został przyjęty do Wojska Polskiego. Został awansowany na stopień porucznika rezerwy artylerii ze starszeństwem z dniem 1 czerwca 1919. W 1923, 1924 był oficerem rezerwowym 5 dywizjonu artylerii konnej w Krakowie (w tym czasie porucznikiem rezerwy tej jednostki był porucznik Ludwik Dunin ze Skrzynna, ur. 1898). Później został awansowany na stopień kapitana rezerwy artylerii ze starszeństwem z dniem 2 stycznia 1932. W 1934 był nadal oficerem rezerwowym 5 dywizjonu artylerii konnej i pozostawał wówczas w ewidencji Powiatowej Komendy Uzupełnień Wadowice (w tym czasie por. rez. Ludwik Dunin był także przydzielony do PKU Wadowice).
Po wybuchu II wojny światowej 1939 uczestniczył w kampanii wrześniowej. Po przedostaniu się do Francji został oficerem Wojska Polskiego we Francji i służył w szeregach 1 Wileńskiego pułku artylerii lekkiej w składzie 1 Dywizji Grenadierów. Pełnił funkcję oficera ordynansowego gen. broni Władysława Sikorskiego. Został wzięty do niewoli przez Niemców i był osadzony w Oflagu II C Woldenberg.
Był współzałożycielem Koła Przewodnikiem po Krakowie. Przez wiele lat pracował aktywnie jako przewodnik po Krakowie, był zrzeszony w Krakowskim Kole Przewodników Miejskich. Był działaczem PTTK.
Zmarł 16 marca 1980. Został pochowany na Cmentarzu Salwatorskim w Krakowie 20 marca 1980.
Z pierwszą żoną (lata życia 1903–1982), miał syna Piotra Własta (ur. 1946). Jego drugą żoną w 1961 została Amelia Dąmbska herbu Godziemba (ur. 1928, prezes Krakowskiego Koła Przewodników Miejskich zm. 13 marca 2021).

## Odznaczenia
- Srebrny Krzyż Zasługi z Mieczami[4]
- Odznaka 1000-lecia Państwa Polskiego[4]
- Złota odznaka „Zasłużony Działacz Turystyki”[4]
- Złota odznaka „Za pracę społeczną dla miasta Krakowa”[4]
- Złota Honorowa Odznaka PTTK[4]
- Krzyż Wojenny – Francja (franc. Croix de Guerre avec étoile de bronze)[4]